# ألكساندرا هاي
ألكساندرا هاي (بالإنجليزية: Alexandra Hay)‏ هي ممثلة أمريكية، ولدت في 24 يوليو 1947 بلوس أنجلوس في الولايات المتحدة، وتوفيت بنفس المكان في 11 أكتوبر 1993.

## وصلات خارجية
- ألكساندرا هاي على موقع IMDb (الإنجليزية)
- ألكساندرا هاي على موقع قاعدة بيانات الفيلم (الإنجليزية)